# Lathrolestes breviremus
Lathrolestes breviremus är en stekelart som beskrevs av Barron 1994. Lathrolestes breviremus ingår i släktet Lathrolestes och familjen brokparasitsteklar. Inga underarter finns listade i Catalogue of Life.